# Цурень
Цурень (укр. Цурень) — село в Острицкой сельской общине Черновицкого района Черновицкой области Украины.

## История
В июле 1995 года Кабинет министров Украины утвердил решение о приватизации находившегося здесь совхоза.
Население по переписи 2001 года составляло 946 человек.
До 2020 года входило в Герцаевский район.